# Lyonesse
Lyonesse er et land i Kong Arthur-legenden, især i historien om Tristan og Isolde. Lyonesse er blevet sagt at grænse op til Cornwall. Lyonesse er mest kendt for at være Tristans hjem. I senere traditioner er Lyonesse regnet for at være sunket i havet et stykke tid efter Tristan historierne skulle være sket, hvilket gør Lyonesse noget lignende til Ys og andre tabte lande i middelalder keltisk mytologi eventyr.